# Erebonectes nesioticus
Erebonectes nesioticus is een eenoogkreeftjessoort uit de familie van de Epacteriscidae. De wetenschappelijke naam van de soort is voor het eerst geldig gepubliceerd in 1985 door Fosshagen.